# Carme Balmas i Guitart
Carme Balmas i Guitart (Barcelona, 22 de maig de 1894 – 4 de juliol de 1978), coneguda com Carme Balmas, va ser una pintora catalana documentada com a activa les primeres dècades del segle xx.

## Biografia
Nascuda a Barcelona el 22 de maig de 1894 en una família benestant, Carme Balmas va estudiar a l'Escola de Belles Arts de la Llotja i va ampliar estudis amb els pintors Vicente Borràs i Abella i Ricard Martí. L'any 1913 va participar en l'exposició dels alumnes d'aquests darrer que es va fer a la Sala Esteva de Barcelona.
Segons les notícies de premsa, va exposar per primera vegada de forma individual el març de 1917, junt amb la seva amiga Lluïsa Altisent, a les Galeries Laietanes de Barcelona. La premsa de l'època que se’n va fer ressò (La Veu de Catalunya, La Ilustració Catalana i Feminal, entre d'altres) i les va presentar com dues pintores joves però ben formades i amb un futur prometedor.
Dos anys més tard, el maig de 1919, mostrava a la Sala Parés una selecció d'obres al pastel i el 1922 exposava retrats de dibuix als magatzems El Siglo.
Aquells anys també va prendre part en l'Exposició d'art que organitzava la Junta Municipal d'Exposicions d'Art de Barcelona al Palau de Belles Arts. En la del 1918 hi va presentar l'obra titulada ¡Vaya Caló! i en la del 1920 el pastel Ma germana. En aquell moment, i segons la informació dels catàlegs d'aquestes exposicions, residia al carrer del Bruc de Barcelona.
La darrera notícia que es té de la seva trajectòria artística és exposició que va presentar el març de 1935 a les Galeries Laietanes.
Es va casar amb el compositor Joan Altisent, germà de la seva amiga Lluïsa Altisent. La seva filla va ser la pintora Aurora Altisent i Balmas. Tant el matrimoni com els seus fills van ser nomenats fills de Sant Climent de Llobregat l'any 1956.
Va morir a Barcelona el 4 de juliol de 1978.